# 民王R
『民王R』（たみおうあーる）は、2024年10月22日から12月10日までテレビ朝日系「火曜9時枠の連続ドラマ」枠にて放送されたテレビドラマ。主演は遠藤憲一。

## 概要
本作は2015年7月クールにテレビ朝日系「金曜ナイトドラマ」枠で放送された「民王」の9年ぶりの続編で、原作者・池井戸潤了承のもと、小説「民王」に「Inspire（インスパイア）」されたテレビドラマオリジナルストーリーとして制作され、泰山と国民の誰かが毎話ランダムに入れ替わってしまうというストーリーが展開する。
菅田将暉が前作で演じた泰山の息子・翔は本作には登場しないが、民の神「民神（たみしん）」として菅田がナレーションを務める。
タイトルの『民王R』の「R」は、前作から9年ぶりのドラマ化に因み、「リニューアル」や「リターン」「リブート（再起動）」などの意味が込められており、池井戸作品『民王』をもとに制作した商標の®️の意味も込められている。この「あーる」は菅田将暉が民神として行うナレーションの語尾「～で、あーる」にも呼応させている。

## 制作背景
本作の制作にあたり、プロデューサーの飯田サヤカは原作者の池井戸から「口は出さないから、『民王』という素材で遊んでいい」との許可を得るとともに、「国のトップである泰山がある一国民と入れ替わり、労働者の生活を体験することによって日本の経済問題や貧困に向き合っていく」というプロットを受け取っている。
池井戸は9話か10話で完成する1本の長編のストーリーを想定したプロットを提出しているが、このプロットで言及された「貧困」にもさまざまなパターンがあり、若者の貧困、女性の貧困、子どもの貧困などの属性ごとに切り分けていけば、いくつものストーリーができるのではないかとの制作陣の発想から、本作では1話完結の連作短編のような筋立てが生まれている。

## あらすじ
9年前に総理を務めた武藤泰山は、引退間近の穏やかな生活を送っていたが、支持率低迷で窮地に立つ党の重鎮・二木からの要請で再び総理に就任する。泰山はまた官房長官になれると喜ぶ狩屋や書生の田中丸たちと新秘書・冴島の革新的な政策案に感心しつつも、党内の圧力で妥協を強いられる。そんな中、泰山はテレビの討論番組の生放送中に意識を失い、目覚めると9年ぶりの「入れ替わり」が発生しており、公安の新田と猫田から某国によるハッキングが原因だと知らされる。泰山は、総理として新たな試練に立ち向かうこととなる。

## キャスト

### 主要人物
武藤泰山（むとう たいざん）
演 - 遠藤憲一
111代内閣総理大臣で、民政党総裁。
9年前、息子の翔と心と体が入れ替わるテロに巻き込まれるが、苦難を乗り越え総理として自身の政治理念を貫く。
政界引退を決意した矢先に党のピンチで再び総理に返り咲くが、その過程で今回は「全国民」が対象となる心と体が入れ替わるテロに巻き込まれる。

### チーム泰山
田中丸一郎太（たなかまる いちろうた）
演 - 大橋和也（仮想世界で課金した姿：青木マッチョ〈かけおち〉）
泰山の書生。父は泰山の後援会長。就活で全滅し、父のコネで書生となった。
泰山の新任秘書の優佳に恋心を抱くが、力士の四股名で呼び間違えられ、名前を覚えてもらえない。
冴島優佳（さえじま ゆうか）
演 - あの（中学時代：梶原叶渚）
泰山の新たな公設第一秘書。天才たちが教育を受ける「成田育英財団」出身の才女で、毒舌家。
猫田マモル（ねこた マモル）
演 - 山時聡真
警視庁公安部の新人刑事。キャリア組。頭脳明晰で真面目だが、メンタルが弱い。無類の猫好き。
狩屋孝司（かりや こうじ）
演 - 金田明夫
内閣官房長官。代々武藤家に仕えてきた、泰山の盟友。通称「カリヤン」。
新田理（にった さとる）
演 - 山内圭哉
警視庁公安第一課警視。絶大な諜報能力と格闘能力を有する優秀な警察官。
9年の間に子だくさんとなり、育休ばかり取ったため出世がすこし遅れている。

### 泰山の関係者
貝原茂平（かいばら もへい）
演 - 高橋一生
泰山の元公設第一秘書。無表情でクールな性格。慇懃無礼な毒舌家。
泰山の秘書を退き世界中を旅しており、自分の後任に冴島を秘書として推薦する。
武藤綾（むとう あや）
演 - 峯村リエ
総理夫人。泰山を「100万払わないと、これまでの浮気の数々をマスコミにばらす」と脅している。
武藤翔（むとう しょう）
声 - 菅田将暉
泰山の息子。前作で就職した「アグリ・トラディショナル」の業務でスペインに赴き、有機農法でトマトを栽培している。
翔としては、スペインから泰山宛てに送った手紙を読むナレーションとしてのみ登場する。

### 民政党
白鳥翼（しらとり つばさ）
演 - 溝端淳平
政調会長。元総理を父親に持つ二世議員で、通称「永田町のプリンス」。
二木正一（にき しょういち）
演 - 岸部一徳
最大派閥・二木派のドン。政界の実力者だが、昔ながらのしがらみの中で生きる金権政治家。
神谷賢介
演 - 浜田信也
二木の公設第一秘書。

### その他
蓮沼清彦（はすぬま きよひこ）
演 - 満島真之介（幼少期：大槻英翔）
政治評論家。個性的な風貌と、歯に衣着せぬ過激な発言で、ネット番組を中心に活躍している。
成田崇彦
演 - 中村育二
「成田育英財団」を運営するナリタカンパニー代表。

### ゲスト

#### 第1話
冴島美恵子
演 - 馬渕英里何
優佳の母。
冴島聡子
演 - 辻凪子（少女時代：渡辺真妃）
優佳の姉。
冴島秀雄
演 - 遠山悠介
優佳の父親。元市会議員。国政出馬の土壇場で公認を外され、やがて体を壊し病死した。
竹田久嗣、藤河原良作
演 - 佐々木省三（第7話）、小高三良（第7話）
民政党の長老。
猿川、岩清水
演 - 大浦善博、鈴木宏昌
失言と裏金疑惑でまもなく失脚する民政党議員。
ドクター・マラード、研究員
演 - Steve R、Reina、YOLLY B
某国の軍事研究施設で脳波を操作する超最先端技術の研究に携わるチーム。
司会
演 - 下平さやか（テレビ朝日アナウンサー）（第2話・第3話・第6話・最終話）
武藤泰山が出演したKKSテレビの番組の司会者。

#### 第2話
木下直樹
演 - 曽田陵介（第1話）
食品容器の製造会社で働く会社員。生活に困窮し闇バイトに応募する。
逃げて制裁された闇バイト仲間を山に埋めるよう元締めに脅されるが、逃亡中に武藤泰山と入れ替わってしまう。
元締め
演 - 鈴木武、佐藤葵
木下直樹が関わった闇バイトの元締め。
男性
演 - 高松成
怖気づいて逃げ出し制裁された闇バイト。
望月
演 - 近江谷太朗
武藤泰山が予算削減しようとする「全国高齢者イキイキ博覧会」を推進している議員。
司会
演 - 池浪玄八（第5話・第6話）
政府与党連絡会議の司会。予算委員会の委員長も務める。
警察官
演 - いしいはじめ、今井英二
総理官邸前をパトロールしている警察官。
細山田、山崎
演 - 岡田謙、齋賀正和
木下直樹が働く「本田化工機材」の社長と部長。取引先の「HUMI FOODS」が納入価格の見直しに応じてくれず苦慮している。
佐々木
演 - 森準人
「本田化工機材」の取引先「HUMI FOODS」の担当者。
村田
演 - 五頭岳夫
木下顔の泰山がバイトするファミレスでコーヒーを飲むことを日課にしている常連客。実は「HUMI FOODS」の会長。
幸世
演 - 吉田幸矢
木下直樹の上の階に住むアパートの住人。
記者
演 - 齊藤英里
武藤泰山が4000万円の給与全額返納を発表したと首相官邸前からレポートする。
バーガー大統領
演 - クリスD（第3話）
急遽来日することになったアメリカ大統領。
早瀬信太〈5〉
演 - 吉本凪沙（第3話）
武藤泰山と入れ替わってしまう保育園児。
宇都美円香
演 - 森田想（第3話）
早瀬信太が通う保育園の保育士。
新田の娘
演 - 小川華奈（第3話）

#### 第3話
早瀬夏菜子
演 - 東野絢香
信太の母親。シングルマザー。
社員
演 - 野上絵里、板垣まゆ
夏菜子が度々早退することを面白く思っていない同僚社員。
拓実、サエ、ヒロキ
演 - 幸長礼、髙取青依良、木下瑛大
信太と同じ「品山保育園」に通う園児。
麗子
演 - 篤見澪
拓実の母親。
記者
演 - 大網亜矢乃（第5話 - 第7話）
泰山のバーガー大統領に対する態度について記者会見で狩屋に質す記者。
アナウンサー
声 - 林美桜（テレビ朝日アナウンサー）
バーガー大統領の来日を伝える。

#### 第4話
梅村トメ
演 - 丘みつ子（若いころ：瞳水ひまり）（第3話）
くも膜下出血で救急搬送され死の淵を彷徨う女性。武藤泰山と入れ替わってしまう。
梅村恵介
演 - 竹口龍茶（第3話）
トメの息子。
梅村進
演 - 伊武雅刀（若いころ：山本直寛）（第3話）
トメの夫。
山中修二
演 - 松井ショウキ（第3話）
青森市立緑台病院 医師。くも膜下出血で搬送されてきたトメを担当する。
マスター
演 - 小林隆
トメが若いころに通っていたレトロな喫茶店のマスター。
店長、店員
演 - ねりお弘晃、葉山昴
泰山顔のトメが働くハンバーガーショップの店長と店員。
山田トメ
演 - 瑠美子
トメを探す新田が訪れた病院の入院女性。
老婦人
演 - 仲野元子
病院のロビーで新田に群がる老婦人。
カップル
演 - 松田剛哉、藤ゆりな
ハンバーガーショップで働く泰山顔のトメを観て驚く。
店員
演 - 藤井麻衣
泰山顔のトメと冴島優佳が訪れたブライダル店の店員。

#### 第5話
萩原秋保
演 - 黒川想矢
新宿の繁華街にたむろするストリートキッズ。泰山と入れ替わってしまう。
ユキ
演 - 近藤華
同ストリートキッズ。実の父親ら男たちから虐待を受けている。
神宮寺香
演 - 佐藤真弓
憲民党議員。こどもの権利支援チーム代表。子供の戸籍および未来選択に関わる民法の改正を主張している。
K
演 - 大宮二郎
トー横から追い出されたストリートキッズたちにパンを与えるなど支援する男性。実は裏の顔を持つ。
克哉、カナ、紗理奈、ゆかり
演 - 市村優汰、まいきち、怒賀音符、原寧々
新宿の繁華街にたむろするストリートキッズたち。秋保顔の泰山と共に予算委員会に有識者として出席する。
少女
演 - 幸坂いちご
トー横キッズ一斉補導の日に薬物のODで亡くなった少女。
警察官
演 - 一條恭輔
未成年に対するわいせつ行為の疑いでKを連行する。
青年
演 - 高尾楓弥
秋保が配信する動画「#偉い人に聞いて欲しいコト」で「学校行かなくても生きてける世界にしてくれ」と主張する青年。

#### 第6話
堀田豊
演 - 安井順平（第7話）
無期限謹慎明けのお笑い芸人。泰山と入れ替わってしまう。
第7話では『無敵の女～一匹刑事の事件簿～』に関西弁の犯人役として出演することになる。
山倉
演 - おいでやす小田
お笑いコンビ「ミサイルキック」での堀田の相方。
アスミ
演 - asmi
ミサイルキック強火ファン。無名時代からミサイルキックを応援している。
生田
演 - 俵木藤汰
予算委員会で白鳥議員の処遇について泰山を執拗に質す野党議員。
後援会長、婦人会長
演 - 林和義、小柳友貴美
白鳥議員の後援会。
後援会員
演 - 笠松伴助、久田幸宏
同後援会。
スタッフ、伊藤
演 - 松田陸、山川ひろみ
堀田のネタ見せをチェックするテレビ番組のスタッフ。
秘書
演 - 上谷圭吾
白鳥議員の秘書。
記者
演 - 江村あかり
次期総理大臣として有力視される白鳥に囲み取材で質問する記者。
記者
演 - 佐藤まんごろう
白鳥の謝罪会見に現れフリップ芸を披露する泰山に質問する。

#### 第7話
月本茜〈35〉
演 - 武田梨奈
制作会社「TP Media」のドラマプロデューサー。
担当するTOYO TVのドラマ『無敵の女～一匹刑事の事件簿～』のために妊娠34週の体で奔走していたが、泰山と入れ替わってしまう。
小田山正平
演 - 正名僕蔵
テレビ局TOYO TVのプロデューサー。
神崎塔子
演 - 橋本マナミ
『無敵の女～一匹刑事の事件簿～』の主演女優。
月本由紀夫
演 - 両角周
月本茜の夫。
医者
演 - 逢澤みちる
月本茜を担当する産婦人科医。
飯岡俊灮
演 - 富士たくや
『無敵の女～一匹刑事の事件簿～』の脚本家。
一ノ瀬、二宮明日香、三上、四谷純
演 - 菊原結里、矢吹百花、村田凪、吉田健悟
ドラマのAP（アシスタントプロデューサー）たち。四谷は担当する犯人役の関西弁の役者が見つからないまま姿を消す。
山根
演 - 川井つと
民政党衆議院議員。二木の腹心。「女性は子供を産むアスリート」と不適切発言し波紋を呼ぶ。
スタッフ、助監督
演 - 吉田滉、片桐伸直
『無敵の女～一匹刑事の事件簿～』のスタッフ。
島田秋
演 - 荒川浩平
『無敵の女～一匹刑事の事件簿～』に出演する俳優。
新谷美由紀
演 - 鈴木タカラ
妊婦体験講習を受けて補助金給付という政府の新制度を取り入れた会社をテレビで取材するリポーター。
アナウンサー
演 - 片桐千晶（最終話）
民政党を離党した二木衆議院議員が野党として内閣不信任案を提出する方針であるとのニュースを伝える。
二木と蓮沼の党首会談の音源流出を伝える（最終話）。

#### 最終話
議員
演 - 小川剛生、瑞木健太郎
新党に追随せず泰山の元に残った民政党議員。
議長
演 - 小川隆市
衆議院の解散を宣言する。
篠田賢
演 - 宮里ソル（ENJIN）
蓮沼の新党ネオニッポンから政界への出馬を表明した人気ダンスグループのメンバー。通称シノケン。
蓮沼の母
演 - 若松俐歩
成田崇彦と離婚後、一人で清彦を育てていたが病死した。
町田
演 - 加賀谷圭
少年時代の蓮沼がテレビの報道で観た民政党議員。10億円の収賄容疑を記者たちから追求されている。
記者
演 - 富田玲奈
町田議員に容赦ない質問を浴びせる記者。
アバター
演 - ねんねん（ひよしなかよし）
仮想世界ネオニッポンにログインして泰山の演説を聞く人物。課金して泰山顔のアバターにしたつもりがバグが出ている。
記者
演 - 佐藤まんごろう、瀬戸口祥侑、本多摂
ネオニッポンから出馬していた候補者たちが次々と選挙戦からの撤退を表明しているとして、そのひとりの篠田賢を取材する記者。

## スタッフ
- 原作 - Inspired by 池井戸潤「民王」（文春文庫・角川文庫）[1]
- 脚本 - 加藤陽一、後藤賢人[1]、ガクカワサキ、富安美尋、保木本真也
- シリーズ構成 - 後藤賢人
- 音楽 - 井筒昭雄
- 主題歌 - asmi「こっち向いてほい」（Sony Music Labels Inc.）[91]
- ナレーション - 菅田将暉[92]
- エグゼクティブプロデューサー - 三輪祐見子（テレビ朝日）[1]
- プロデューサー - 飯田サヤカ（テレビ朝日）、田中真由子（テレビ朝日）、菊池誠（アズバーズ）、岡美鶴（アズバーズ）[1]
- 監督 - 草野翔吾、山本大輔、佐藤恵梨子[1]
- 制作協力 - アズバーズ
- 制作著作 - テレビ朝日

## 放送日程
| 各章                                                          | 放送日   | サブタイトル | ラテ欄                                                    | 脚本                  | 演出       | 視聴率 |
| ------------------------------------------------------------- | -------- | ------------ | --------------------------------------------------------- | --------------------- | ---------- | ------ |
| 第1話                                                         | 10月22日 | 総理と秘書   | 池井戸潤の異色政治コメディ復活!! 新総理は㊙㊙と入れ替わる | 加藤陽一 後藤賢人     | 草野翔吾   | 7.8%   |
| 第2話                                                         | 10月29日 | 総理と若者   | 池井戸潤の異色政治コメディ!! 総理大臣は殺人者!            | 後藤賢人              | 草野翔吾   | 3.7%   |
| 第3話                                                         | 11月05日 | 総理と子供   | 池井戸潤の異色政治コメディ!! 5歳総理VS.米大統領           | 後藤賢人              | 山本大輔   | 2.9%   |
| 第4話                                                         | 11月12日 | 総理と老人   | 池井戸潤の政治喜劇!! 総理の終活 涙と感動の夫婦愛!!        | ガクカワサキ 後藤賢人 | 山本大輔   | 3.2%   |
| 第5話                                                         | 11月19日 | 総理とキッズ | 池井戸潤の政治コメディ!! 14歳の総理が見た法律の穴         | 富安美尋              | 草野翔吾   | 2.6%   |
| 第6話                                                         | 11月26日 | 総理と芸人   | 池井戸潤の政治コメディ!! SNS大炎上の芸人と王子            | 保木本真也            | 佐藤恵梨子 | 3.3%   |
| 第7話                                                         | 12月03日 | 総理と妊婦   | 池井戸潤の政治コメディ最終章!! 総理の産みの苦しみ         | 富安美尋              | 山本大輔   | 3.0%   |
| 最終話                                                        | 12月10日 | 総理とAI     | 池井戸潤政治コメディ!! 最終回 本当の民の王は誰?           | 後藤賢人              | 草野翔吾   | 4.1%   |
| 平均視聴率 3.8%（視聴率はビデオリサーチ調べ、関東地区・世帯） |          |              |                                                           |                       |            |        |

## 海外展開
2024年11月26日時点で、世界233の国と地域での海外配信が決定している。

## 配信コンテンツ
『民王UR』（たみおう うら）のタイトルで2024年10月22日、11月12日、12月3日の3回に渡り、クランクインから名シーンまでカメラが密着した本編撮影の裏側がTELASAにて配信された。

### 出演（配信コンテンツ）
- 遠藤憲一
- 大橋和也
- あの
- 高橋一生
- 山内圭哉
- 金田明夫

### 配信日程（配信コンテンツ）
| 各話 | 配信日   |
| ---- | -------- |
| #1   | 10月22日 |
| #2   | 11月12日 |
| #3   | 12月03日 |